# Ławeczka Cypriana Kamila Norwida w Zielonej Górze
Ławeczka Cypriana Kamila Norwida – pomnik w formie ławeczki usytuowany przed gmachem Wojewódzkiej i Miejskiej Biblioteki Publicznej im. Cypriana Norwida w Zielonej Górze. 
Został odsłonięty 15 października 2013. Inicjatorem stworzenia ławeczki-pomnika był dyrektor biblioteki „Norwida” w Zielonej Górze Andrzej Buck. Projektantem i wykonawcą pomnika jest bydgoski rzeźbiarz Andrzej Ritter. Głównym sponsorem był miejscowy deweloper EkonBud-Fadom.  
Ławeczka ma charakter multimedialny i interaktywny, przechodzień może, wciskając przycisk na trzymanym przez poetę tablecie, usłyszeć nagranie jego wierszy. Pomnik poety został wykonany z żywicy, równie efektownej, ale i wielokrotnie mniej trwałej.  